# 22 أغسطس
- السبت
- الأحد
- الاثنين
- الثلاثاء
- الأربعاء
- الخميس
- الجمعة

- 261 صفر 1447  هـ
- 272 صفر 1447  هـ
- 283 صفر 1447  هـ
- 294 صفر 1447  هـ
- 305 صفر 1447  هـ
- 316 صفر 1447  هـ
- 17 صفر 1447  هـ
- 28 صفر 1447  هـ
- 39 صفر 1447  هـ
- 410 صفر 1447  هـ
- 511 صفر 1447  هـ
- 612 صفر 1447  هـ
- 713 صفر 1447  هـ
- 814 صفر 1447  هـ
- 915 صفر 1447  هـ
- 1016 صفر 1447  هـ
- 1117 صفر 1447  هـ
- 1218 صفر 1447  هـ
- 1319 صفر 1447  هـ
- 1420 صفر 1447  هـ
- 1521 صفر 1447  هـ
- 1622 صفر 1447  هـ
- 1723 صفر 1447  هـ
- 1824 صفر 1447  هـ
- 1925 صفر 1447  هـ
- 2026 صفر 1447  هـ
- 2127 صفر 1447  هـ
- 2228 صفر 1447  هـ
- 2329 صفر 1447  هـ
- 241 ربيع الأول 1447  هـ
- 252 ربيع الأول 1447  هـ
- 263 ربيع الأول 1447  هـ
- 274 ربيع الأول 1447  هـ
- 285 ربيع الأول 1447  هـ
- 296 ربيع الأول 1447  هـ
- 307 ربيع الأول 1447  هـ
- 318 ربيع الأول 1447  هـ
- 19 ربيع الأول 1447  هـ
- 210 ربيع الأول 1447  هـ
- 311 ربيع الأول 1447  هـ
- 412 ربيع الأول 1447  هـ
- 513 ربيع الأول 1447  هـ

22 أغسطس أو 22 آب أو يوم 22 \ 8 (اليوم الثاني والعشرون من الشهر الثامن) هو اليوم الرابع والثلاثون بعد المئتين (234) من السنوات البسيطة، أو اليوم الخامس والثلاثون بعد المئتين (235) من السنوات الكبيسة وفقًا للتقويم الميلادي الغربي (الغريغوري). يبقى بعده 131 يوما لانتهاء السنة.

## أحداث
- 1543 - قوات الدولة العثمانية بقيادة خير الدين بربروس تحاصر مدينة نيس الفرنسية.
- 1798 - نابليون بونابرت يصدر قرارًا بإنشاء المجمع العلمي في مصر.
- 1799 - نابليون بونابرت يغادر مصر من الإسكندرية عائدًا إلى فرنسا.
- 1901 - تأسيس شركة كاديلاك للسيارات
- 1908 - الدولة العثمانية تطلق أول رحلة لسكة حديد الحجاز من دمشق إلى مكة المكرمة.
- 1910 - اليابان تحتل شبه جزيرة كوريا.
- 1911 - سرقة «لوحة موناليزا» التي رسمها الإيطالي ليوناردو دا فينشي.
- 1962 - الرئيس الفرنسي شارل ديغول ينجو من محاولة اغتيال.
- 1965 - الرئيس المصري جمال عبد الناصر وملك السعودية فيصل بن عبد العزيز آل سعود يجتمعان في جدة لحل المشكلة اليمنية.
- 1966 - تأسيس بنك التنمية الآسيوي.
- 1975 - الرئيس الأمريكي جيرالد فورد ينجو من محاولة اغتيال.
- 2015 -
  - مقتل 11 شخصاً على الأقل عندما تحطمت طائرة عرض جوي من نوع هوكر هنتر على طريق مزدحم في بريطانيا.
  - مظاهرة حاشدة في بيروت احتجاجًا على الفساد السياسي المُستشري.
- 2023 -
  - هون مانيت يؤدي القسم رئيسًا لوزراء كمبوديا، خلفًا لوالده هون سين.
  - البرلمان التيلندي ينتخب سريتا تافيسين رئيسًا للوزراء بعد الانتخابات العامة في مايو.

## مواليد
- 980 - ابن سينا، شاعر وعالم فلك وطبيب وفيزيائي مسلم.
- 1904 - دينج شياو بينج، سياسي صيني.
- 1920 - راي برادبري، أديب أمريكي.
- 1923 - بديعة صادق، مغنية مصرية.
- 1928 - محمد عبد العزيز حصان، قارئ مصري.
- 1930 - جيلمار، لاعب كرة قدم برازيلي.
- 1934 - نورمان شوارتسكوف، عسكري أمريكي.
- 1948 - سمير الحكيم، ممثل سوري.
- 1951 - سعاد عبد الحميد، مؤلفة مصرية
- 1953 - سمير القلاف، ممثل كويتي.
- 1954 - برهان أسفاو، إحاثي إثيوبي.
- 1960 - حنان سليمان، ممثلة مصرية.
- 1964 - ماتس ويلندر، لاعب كرة مضرب سويدي.
- 1966 - روب ويتشجه، لاعب ومدرب كرة قدم هولندي.
- 1967 -
  - تاي باريل، ممثل أمريكي.
  - يوكيكو أوكادا، ممثلة ومغنية يابانية.
- 1968 - ألكساندر موستوفوي، لاعب كرة قدم روسي.
- 1969 - عمار شلق، ممثل لبناني.
- 1971 - ريتشارد ارميتاج ، ممثل إنجليزي.
- 1973 - كريستين ويج، ممثلة أمريكية.
- 1975 - رودريغو سانتورو، ممثل برازيلي.
- 1977 - هايدار هيليغسون، لاعب كرة قدم آيسلندي.
- 1983 - وئام الدحماني، ممثلة مغربية.
- 1991 - فيديريكو ماكيدا، لاعب كرة قدم إيطالي.
- 1995 - دوا ليبا، مغنية وعارضة أزياء بريطانية ألبانية.

## وفيات
- 911 - الهادي إلى الحق يحيى، إمام الزيدية في اليمن.
- 1350 - فيليب السادس، ملك فرنسي.
- 1485 - ريتشارد الثالث، ملك إنجليزي.
- 1903 - روبرت سيسل، رئيس وزراء بريطاني.
- 1940 - محمد بن إبراهيم الحسيني، عالم مسلم لبناني.
- 1948 - أحمد عبد العزيز، عسكري مصري.
- 1958 - روجه مارتين دو غار، أديب فرنسي حاصل على جائزة نوبل في الأدب عام 1937.
- 1976 - جوسيلينو كوبيتشيك، رئيس البرازيل الحادي والعشرون.
- 1978 - جومو كينياتا، رئيس كيني.
- 1986 - جلال بايار، رئيس تركي.
- 2011 -
  - كمال الشناوي، ممثل مصري.
  - عبد العزيز عبد الغني، سياسي يمني.
  - سفيان الشعري، ممثل تونسي.
  - صبحي جارور، عازف كمان سوري.
- 2012 - نينا بودن، كاتبة وروائية إنجليزية.
- 2014 - عادل سميث، مؤسس الاتحاد الإيطالي للمسلمين.
- 2020 - أحمد بادوج، ممثل ومخرج مسرحي مغربي.

## أعياد ومناسيات
- عيد العلم في روسيا.

## وصلات خارجية
- وكالة الأنباء القطريَّة: حدث في مثل هذا اليوم.
- النيويورك تايمز: حدث في مثل هذا اليوم.
- BBC: حدث في مثل هذا اليوم.